# Batalla de Olustee
La batalla de Olustee fue una confrontación militar, llevada a cabo cerca de Lake City (Florida), el 20 de febrero de 1864, durante la guerra civil estadounidense. Fue la batalla más grande ocurrida en el estado de Florida durante la guerra.

## Desarrollo
En febrero de 1864, el comandante del departamento del sur, el Mayor General Quincy Adams Gillmore lanzó una expedición a Florida para asegurar los enclaves de la Unión, cortar las  rutas de suministro de la Confederación y reclutar soldados negros. Los hombres del Brigadier General Truman Seymour, se movían por el estado, ocupando y liberando territorios, encontrándose con poca resistencia. El 20 de febrero, sus 5.500 hombres se acercaron a las fuerzas confederadas de Joseph Finegan que estaban atrincherados cerca de Olustee. Una brigada de infantería eliminó a las unidades de avance de Seymour. Las fuerzas de la Unión atacaron pero fueron repelidas. La línea de la Unión se rompió y comenzaron a retirarse, Finegan no continuó con el ataque permitiendo que la mayor parte de las fuerzas de la Unión huyeran a Jacksonville.

## Resultado
Las bajas de la Unión fueron de 203 muertos, 1.152 heridos y 506 desaparecidos, dando un total de 1.861 hombres, por otra parte las pérdidas de la Confederación son considerablemente más bajas; 93 muertos, 847 heridos, y 6 desaparecidos, sumando un total de 946.

## Sitio histórico de Olustee
En la actualidad, sobre el campo de la batalla de Olustee se ubica el denominado Sitio histórico de Olustee (Olustee Battlefield Historic Site) que forma parte del sistema estatal de parques de Florida y asimismo de la red de Bosques Nacionales de Estados Unidos, localizados en la Ruta 90.
También se realiza en el sitio histórico una recreación anual de la batalla.